# 維辛迪·古艾達
維辛迪·古艾達·柏蘭迪路（西班牙語：Vicente Guaita Panadero，1987年2月18日—）是一名西班牙足球運動員，擔任守門員，現效力於西甲球會切爾達。

## 職業生涯
古艾達是華倫西亞的青訓產品，於2008-09賽季，因隊中門將簡尼沙里斯退休被提升至一隊，並穿上33號球衣，與列蘭和希迪布蘭成為球隊三位門將之一。2008年10月2日，古艾達正式為華倫西亞一隊上陣，在歐霸盃主場對馬模的比賽中正式上陣。2008年12月，希迪布蘭轉會至德甲球會賀芬咸，球會只餘下列蘭和古艾達兩位門將。2009年1月18日，列蘭在畢爾包的比賽中受傷，由古艾達入替，這場比賽就是古艾達的第一場西甲聯賽。古艾達臨危受命，幾場比賽都顯得他不夠信心，表現不穩。故華倫西亞從熱刺收購了施薩頂替古艾達的位置。
2009-10賽季則外借至西乙球會吸收比賽經驗。古艾達在西乙的表現非常出色，聯賽上陣30場，僅錄得24球的失球數字，並獲得西乙森莫拉獎。
2010-11賽季被華倫西亞收回己用。古艾達回歸華倫西亞，因為施薩和莫亞受傷，再次得到上陣機會，在11月24日在歐聯主場對貝沙的比賽中上替受傷的莫亞。起初古艾達的表現還是不夠信心，但慢慢便適應下來，表演更越來越好。到12月7日作客曼聯的歐聯比賽中，表現更非常出色，他作出多次世界級撲救，讓華倫西亞戰平了對手，令世人留下了深刻的印象，就像同樣出身自華倫西亞青訓系統，西班牙08歐國盃冠軍成員柏立一樣，當年以華倫西亞替補門將身份，於歐聯戰事一戰成名。古艾達更得到曼聯領隊的垂青。
2011年，古艾達一直持續優秀的表現，球會開始與他相投續約事宜，球迷們亦對他把手最後一關慢慢地建立起信心起來。可是華倫西亞仍然動用300萬歐元從艾美利亞收購巴西籍門將迪亞高·艾維斯。
2018年2月1日，水晶宮教練罗伊·霍奇森宣佈古艾達於同年7月1日以自由身加盟，並簽約3年半。
瓜伊塔最終成為水晶宮首發門將，將降為替補。他於2021年2月1日同意將合約延期至2023年夏天。

## 榮譽

### 球會
基達菲
- 西甲升班附加賽冠軍：2017年

### 個人
- 西乙森莫拉獎（英语：Ricardo Zamora Trophy） : 2009/10 ()

## 外部連結
- Soccerway資料庫：維辛迪·古艾達
- 華倫西亞官方網站球員介紹頁面 （西班牙文）